# Jan Wils (Maler)

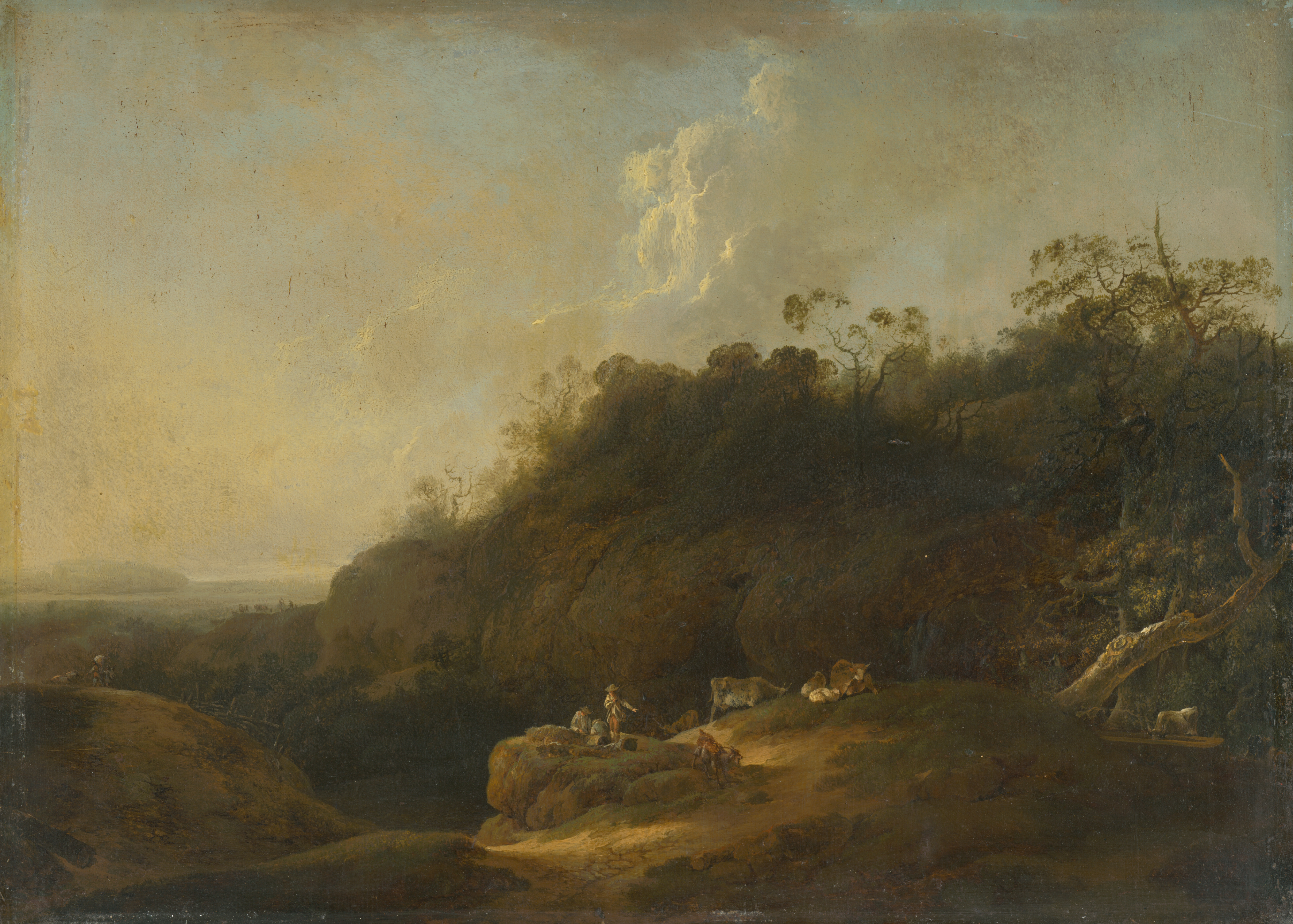
Landschaft mit Hirten, Slowakische Nationalgalerie

Jan Wils (* um 1600 in Amsterdam; begraben 18. Oktober 1666 in Haarlem; gelegentlich auch Johannes oder Hans genannt) war ein niederländischer Landschaftsmaler und Zeichner des Goldenen Zeitalters der Niederlande. Er zählt zu den Vertretern der so genannten Holländischen Italien-Fahrer („Dutch Italianates“) und malte bevorzugt italienisierende Motive mit Hirten in der Tradition Jan Boths.

## Leben
Jan Wils war der Sohn von Jan Wils Pieterzn van Rousburg und Cuycken Aerts aus Den Bosch. Wils wird 1628 Mitglied der Haarlemer Bürgerwehr und ist im selben Jahr als Mitglied der Lukasgilde (Sint Lucas Gilde) verzeichnet. 1629 heiratete er Margrietje Cornelisdr., die eine Tochter, Catrijne, mit in die Ehe brachte.
1634 war er in den Unterlagen der Lukasgilde als Kunsthändler und nicht mehr als Maler verzeichnet; erst ab 1661 wird er dort wieder als Kunstmaler genannt.
Im vorgerückten Alter von über 50 Jahren reiste er in den Süden und hielt sich in den Jahren 1654/55 in Rom und anschließend in Vienne auf. Aus dieser Zeit sind Zeichnungen von Lyon und Umgebung erhalten. Sein Werk ist verhältnismäßig klein; was damit zusammenhängen mag, dass er auch das Amt des Biersteuereinnehmers der Stadt Haarlem ausübte und die Malerei vermutlich nur eine Nebenbeschäftigung für ihn war.
Am 12. Oktober 1666 verfasste Wils sein Testament, sechs Tage später wurde er begraben.
Wils war Lehrer und Schwiegervater Nicolaes Berchems, den er maßgeblich beeinflusste. Berchem hatte 1646 Wils' Stieftochter Catrijne Claesdr. de Groot geheiratet.